# Nuoto ai Giochi della XX Olimpiade - 100 metri dorso maschili
La competizione dei 100 metri dorso maschili di nuoto ai Giochi della XX Olimpiade si è svolta nei giorni 28 e 29 agosto 1972 alla Olympia Schwimmhalle di Monaco di Baviera.

## Programma
| Data           | Ora   | Round        | Note                                |
| -------------- | ----- | ------------ | ----------------------------------- |
| 28 agosto 1972 | 11:15 | 6 Batterie   | I migliori 16 tempi alle semifinali |
| 28 agosto      | 17:30 | 2 Semifinali | I migliori 8 tempi alla finale      |
| 29 agosto      | 18:00 | Finale       |                                     |

## Risultati

### Batterie
| Pos. | Atleta               | Nazione          | Tempo   | Pos F |
| ---- | -------------------- | ---------------- | ------- | ----- |
| 1    | Igor' Grivennikov    | Unione Sovietica | 1'00"05 | 5 Q   |
| 2    | Zoltán Verrasztó     | Ungheria         | 1'01"13 | 17    |
| 3    | Clay Evans           | Canada           | 1'01"69 | 24    |
| 4    | Rômulo Arantes Filho | Brasile          | 1'03"18 | 30    |
| 5    | Hsu Tung-Hsiung      | Taiwan           | 1'03"31 | 31    |
| 6    | Sergio Hasbún        | El Salvador      | 1'06"53 | 35    |
| 7    | Sarun Van            | Cambogia         | 1'07"26 | 37    |

| Pos. | Atleta                  | Nazione     | Tempo   | Pos F |
| ---- | ----------------------- | ----------- | ------- | ----- |
| 1    | Bob Schoutsen           | Paesi Bassi | 1'00"76 | 8 Q   |
| 2    | Lars Børgesen           | Danimarca   | 1'01"23 | 19    |
| 3    | László Cseh, Sr.        | Ungheria    | 1'01"63 | 23    |
| 4    | José Joaquín Santibáñez | Messico     | 1'02"46 | 27    |
| 5    | Predrag Miloš           | Jugoslavia  | 1'03"02 | 29    |
| 6    | Gustavo González        | Argentina   | 1'04"16 | 32    |
| 7    | Gerardo Rosario         | Filippine   | 1'06"85 | 36    |

| Pos. | Atleta          | Nazione        | Tempo   | Pos F |
| ---- | --------------- | -------------- | ------- | ----- |
| 1    | John Murphy     | Stati Uniti    | 59"93   | 3 Q   |
| 2    | Ejvind Pedersen | Danimarca      | 1'00"83 | 10 Q  |
| 3    | Tadashi Honda   | Giappone       | 1'00"89 | 12 Q  |
| 4    | Ian MacKenzie   | Canada         | 1'01"11 | 16 Q  |
| 5    | Helmut Podolan  | Austria        | 1'01"49 | 22    |
| 6    | Piotr Dłucik    | Polonia        | 1'01"94 | 25    |
| 7    | Andreas Weber   | Germania Ovest | 1'02"49 | 28    |

| Pos. | Atleta           | Nazione       | Tempo   | Pos F |
| ---- | ---------------- | ------------- | ------- | ----- |
| 1    | Mike Stamm       | Stati Uniti   | 58"63   | 2 Q   |
| 2    | Lutz Wanja       | Germania Est  | 1'00"62 | 6 Q   |
| 3    | Pierre Baehr     | Francia       | 1'01"13 | 18    |
| 4    | Colin Cunningham | Gran Bretagna | 1'01"28 | 20    |
| 5    | Anders Sandberg  | Svezia        | 1'01"41 | 21    |
| 6    | Neil Martin      | Australia     | 1'05"13 | 34    |

| Pos. | Atleta        | Nazione       | Tempo   | Pos F |
| ---- | ------------- | ------------- | ------- | ----- |
| 1    | Mitchell Ivey | Stati Uniti   | 58"15   | 1 Q   |
| 2    | Erik Fish     | Canada        | 1'00"81 | 9 Q   |
| 3    | Nenad Miloš   | Jugoslavia    | 1'00"94 | 13 Q  |
| 4    | Clive Rushton | Gran Bretagna | 1'01"07 | 15 Q  |
| 5    | Mark Crocker  | Hong Kong     | 1'11"20 | 39    |

| Pos. | Atleta                  | Nazione       | Tempo   | Pos F |
| ---- | ----------------------- | ------------- | ------- | ----- |
| 1    | Roland Matthes          | Germania Est  | 1:00.01 | 4 Q   |
| 2    | Jürgen Krüger           | Germania Est  | 1:00.65 | 7 Q   |
| 3    | Jean-Paul Berjeau       | Francia       | 1:00.83 | 11 Q  |
| 4    | Mike Richards           | Gran Bretagna | 1:01.03 | 14 Q  |
| 5    | Róbert Rudolf           | Ungheria      | 1:02.34 | 26    |
| 6    | Amin Ahmed Adel Youssef | Egitto        | 1:04.40 | 33    |
| 7    | Chiang Jin Choon        | Malaysia      | 1:07.65 | 38    |

### Semifinali
| Pos. | Atleta            | Nazione       | Tempo   | Pos F |
| ---- | ----------------- | ------------- | ------- | ----- |
| 1    | Roland Matthes    | Germania Est  | 58"44   | 2 Q   |
| 2    | Mike Stamm        | Stati Uniti   | 58"74   | 4 Q   |
| 3    | Lutz Wanja        | Germania Est  | 59"83   | 6 Q   |
| 4    | Tadashi Honda     | Giappone      | 1'00"43 | 8 Q   |
| 5    | Bob Schoutsen     | Paesi Bassi   | 1'00"48 | 9     |
| 6    | Jean-Paul Berjeau | Francia       | 1'00"59 | 11    |
| 7    | Ian MacKenzie     | Canada        | 1'00"92 | 13    |
| 8    | Mike Richards     | Gran Bretagna | 1'01"27 | 15    |

| Pos. | Atleta            | Nazione          | Tempo   | Pos F |
| ---- | ----------------- | ---------------- | ------- | ----- |
| 1    | Mitchell Ivey     | Stati Uniti      | 57"99   | 1 Q   |
| 2    | John Murphy       | Stati Uniti      | 58"64   | 3 Q   |
| 3    | Igor' Grivennikov | Unione Sovietica | 59"15   | 5 Q   |
| 4    | Jürgen Krüger     | Germania Est     | 1'00"06 | 7 Q   |
| 5    | Ejvind Pedersen   | Danimarca        | 1'00"53 | 10    |
| 6    | Erik Fish         | Canada           | 1'00"73 | 12    |
| 7    | Clive Rushton     | Gran Bretagna    | 1'01"25 | 14    |
| 8    | Nenad Miloš       | Jugoslavia       | 1'01"29 | 16    |

### Finale
| Pos.    | Atleta            | Nazione          | Tempo   | Nota            |
| ------- | ----------------- | ---------------- | ------- | --------------- |
| Oro     | Roland Matthes    | Germania Est     | 56"58   | Record olimpico |
| Argento | Mike Stamm        | Stati Uniti      | 57"70   |                 |
| Bronzo  | John Murphy       | Stati Uniti      | 58"35   |                 |
| 4       | Mitchell Ivey     | Stati Uniti      | 58"48   |                 |
| 5       | Igor' Grivennikov | Unione Sovietica | 59"50   |                 |
| 6       | Lutz Wanja        | Germania Est     | 59"80   |                 |
| 7       | Jürgen Krüger     | Germania Est     | 59"93   |                 |
| 8       | Tadashi Honda     | Giappone         | 1'00"41 |                 |